# Klimontówek
Klimontówek – wieś sołecka w Polsce, położona w województwie świętokrzyskim, w powiecie jędrzejowskim, w gminie Sędziszów.
W latach 1975–1998 wieś administracyjnie należała do województwa kieleckiego.

## Integralne części wsi
| SIMC    | Nazwa       | Rodzaj    |
| ------- | ----------- | --------- |
| 0267045 | Dębowa Góra | część wsi |
| 0267051 | Laskowa     | część wsi |
| 0267068 | Skorupków   | część wsi |

## Historia
Wieś odnotowana w spisie powszechnym w roku 1921, wówczas kolonia w gminie Mstyczów, posiadająca 24 budynki zamieszkane przez 154 mieszkańców.